# Ploom TECH

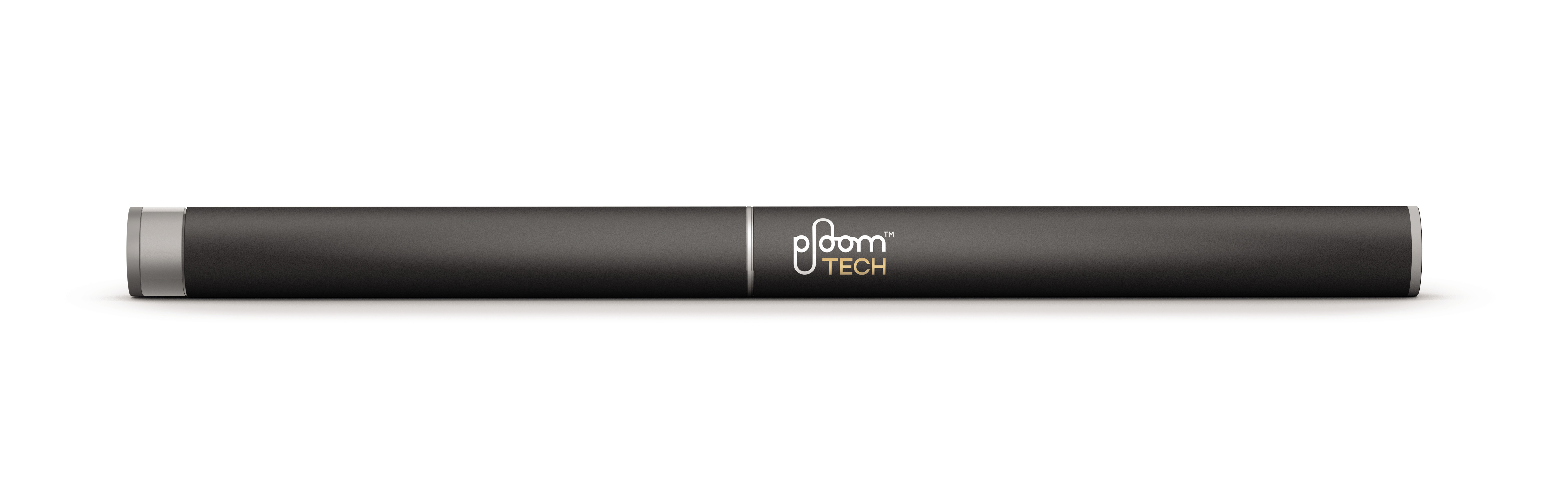
プルームテックの本体

Ploom TECH（プルーム テック）は、日本たばこ産業製のバッテリーと制御回路が一体化した喫煙具。同社のたばこ製品、「MEVIUS for Ploom TECH」を喫煙できる。電力を用いて気化したリキッドをたばこ葉に通過させることにより喫煙する。加熱式たばこのうちでも低温である。Ploomの後継製品で、2016年3月よりテスト販売が開始され、後に全国販売されていたが、2023年8月に本体デバイスの販売を終了し、12月に専用カプセルの販売を終了した。

## 発売
日本たばこ産業は、2013年より加熱式たばこPloomを発売しており、後続商品であるPloom TECHの発売に伴い、Ploomの販売は終了している。2016年3月より、福岡県福岡市内およびオンラインサイトにてテスト販売が開始。2018年6月より順次、全国にて販売を開始している。
2018年では、市場シェア8割のiQOS、残り2割をgloとPloom TECHとで二分している。

## 特徴
加熱式たばこには「高温加熱」の製品と「低温加熱」の製品が存在し、Ploom TECHは「低温加熱」の製品に分類される。
Ploom TECHは約30度の低温で加熱している。
一般的な紙巻きたばこの温度は約700℃前後（最高900℃）であり、iQOSは約300℃、gloは約240℃でたばこ葉を加熱している。
タバコ会社はiQOSやgloのよりも低温の加熱であり、「匂いがしないこと」が特徴だとしている。タールが発生しないため、壁紙に汚れなども付着しない。また、使用途中でいつでも中断・再開が可能であり、クリーニングが不要である。としている。

## 仕組み
Ploom TECHの仕組みは電子たばこを応用したもので、蒸気を発生させるまでは電子たばこそのもの。違いは、発生した蒸気を「たばこカプセル」に通すことで、カプセル内に含まれるニコチンやたばこ成分、香料などを付着させて吸引するという仕組みを採用している。

## 健康への影響
- 日本たばこ産業は、Ploom TECHは紙巻たばこに比べて健康懸念物質が99％低減されているという調査結果を発表している。
- 公式サイト上で「たばこベイパー製品のたばこベイパー中成分」と第して、各たばこカプセルを吸引したときの成分を公表している。
- 世界保健機関は、電子たばこや加熱式たばこは健康上のリスクを減らすわけではなく有害であるとする報告書を発表し、紙巻きたばこと同様に規制を行うべきとの見解を示している[3]。